# Аудиција (роман)
Аудиција је јапански роман аутора Рјуа Муракамија из 1997. године. Преведен је на српски језик 2012. године. Роман је била основа за истоимени филм Такаши Миикеа објављен 1999. и могућу филмску адаптацију на енглеском језику.

## Ликови
- Аоиама: Аоиама је четрдесетдвогодишњи удовац који себи поставља два циља на препоруку лекара. Први циљ је био да што више времена проведе са сином Шигеом, што сматра да се може остварити. Последњи циљ је био да доведе познатог источнонемачког оргуљаша у Јапан да одржи бесплатан концерт, што је у стварности трик како би он снимио ретки концерт и продао га на ВХС-у. Аоиама је изузетно носталгичан за Јапаном своје младости, често се жали на модерну музику и културу, сматрајући то материјалистичким и досадним.

- Јамасаки Асами: Прелепа 24-годишња жена и глумица у перспективи коју Аоиама упознаје током аудиције, када је први пут види, Аоиама се моментално заљубљује. Током једног од њихових састанака Асами открива да је била жртва злостављања у детињству од стране свог очуха који је користио инвалидска колица и који је веровао да Асами није човек након што се кикотала на сахрани сопственог оца. Испрва се чини да је Асами успела да се избори са овом траумом позитивно кроз балет, али се открива да ју је злостављање учинило изузетно нестабилном и насилном, често улазила у везе са мушкарцима само да би их убила одсецањем стопала због лагања.

- Јошикава: Аојамин дугогодишњи пријатељ и пословни сарадник који први упознаје Аојамау са идејом да пронађе жену под маском аудиције за непостојећи филм. Јошикава је први лик у роману који не верује Асами након што је открио чињеницу да је њен ментор мртав скоро годину и по дана.

- Шиге: Аојамин петнаестогодишњи син и једино дете из брака са Риоком. Шиге је описан као бистар и атлетски младић који је веома популаран у средњој школи. Често покушава да осујети свог оца. Шиге нехотице изазива догађаје у роману питајући свог оца: "Зашто не нађеш себи нову жену, тата?"

- Риоко: Аоиамина жена која је умрла од рака седам година пре радње у роману.

## Критика
Ким Њуман, која је писала за The Independent, упоредила је адаптацију књиге на енглеском са истоименим филмом Такашија Миикеа, откривши да је филм „сугестиван у вези са елементима које књига отворено наводи. Миике је много добио од елегантно израђеног извора материјала – али књига је сада у опасности да изгледа као нацрт, или чак као екранизација.“ Касија Боди је похвалила роман у The Daily Telegraph, наводећи да Мураками „допушта аутору и читаоцу да имају неку врсту кривице због „објективизације“.
Нејтан Рабин из магазина Artforum сматра да „аудиција мање зависи од јачајуће гадости свог коначног обрта, него од вештог мешања ужасног и свакодневног“ и да „Мураками није суптилан писац. Он излаже психологију на нивоу бруцоша која стоји иза Асамијевих поступака са свом буквалношћу психијатра који објашњава како се јадни Норман Бејтс мало потресао након што је убио своју мајку и њеног љубавника у Психоу. Али ако Аудиција заобилази сексизам, он је и даље изузетно паметан у вези са улогама које класа, године, друштвени статус и пол играју у романтичним везама, као и о мучном воајеризму и експлоатацији који су ендемски за индустрију забаве."